# Santiago Gil
Santiago Gil García (Guía de Gran Canaria, 1967 - ) es un escritor y periodista español, con una amplia obra en novela, poesía y relato. Ganador del Premio Internacional de Novela Pérez Galdós 2020.

## Biografía
Realizó los estudios de Educación General Básica (EGB) en el Colegio Nicolás Aguiar y el bachillerato en el Instituto de Guía. Es licenciado en Ciencias de la Información por la Universidad Complutense de Madrid.  
Ha colaborado con diferentes medios de comunicación, tanto locales como nacionales y extranjeros, con artículos de opinión, entrevistas y críticas literarias.
En el año 2005 y 2009, recibe el accésit en el Premio Internacional de Poesía Ciudad de Las Palmas de Gran Canaria y en 2006 ganó la XVIII edición del Esperanza Spínola de poesía. Igualmente, en 2011 fue reconocido con el Premio Tomás Morales de artículos de opinión. Durante seis ediciones, fue el responsable del Taller de Escritura que se impartía en Ámbito Cultural de El Corte Inglés de Las Palmas. 
Participa invitado por la Fundación Biblioteca Virtual Miguel de Cervantes, la Cátedra Vargas Llosa y la propia la FIL Guadalajara, en la FIL de Guadalajara 2014. En la Feria del Libro de Madrid, 2015 es invitado por la Cátedra Vargas Llosa y la Dirección General del Libro,a participar en el acto: Canarias, islas de novela.
Incluido en la Enciclopedia Activa de Escritores Canarios. Ha sido invitado por algunas universidades como la UNAM de México, la universidad de Las Palmas de Gran Canaria, o la universidad polaca de Lodz para hablar sobre su obra o sobre aspectos relacionados con la creación literaria.
También ha sido invitado como ponente en los cursos de verano de El Escorial, que organiza la Universidad Complutense de Madrid. Imparte talleres de escritura en la Casa Museo Pérez Galdós y en la Casa Museo León y Castillo.
En el año 2020 gana el Premio Internacional de Novela Benito Pérez Galdós, por su obra: "Mediodía eterno".
Ha sido nombrado Hijo Predilecto de la Ciudad de Guía
Incluido en las recomendaciones de libros de España (New Spanish Books) en francés, alemán, portugués, japonés o inglés.
Su obra ha sido traducida  a distintos idiomas como el inglés, el alemán, el georgiano, el húngaro o el eslovaco.
Participa en Benengeli 2022, la Semana Internacional de las Letras en Español del Instituto Cervantes.
En 2024 apadrina la Casa del Libro de Las Palmas. 

## Obra
Cuenta con más de treinta títulos publicados en los que destacan libros de relatos, poesía y narrativa.
- Los años baldíos Las Palmas de Gran Canaria: Anroart, 2004, novela.
- Tierra de nadie Las Palmas de Gran Canaria: Anroart, 2004, aforismos.
- El parque Las Palmas de Gran Canaria: Anroart, 2005, relatos.
- Por si amanece y no me encuentras Las Palmas de Gran Canaria: Anroart, 2005, novela.
- Tiempos de Caleila Las Palmas de Gran Canaria: Ayuntamiento de las Palmas de Gran Canaria , 2006  poesía.
- Equipaje de mano Las Palmas de Gran Canaria: Anroart, 2006, relato corto.
- Un hombre solo y sin sombra Las Palmas de Gran Canaria: Anroart, 2007, novela.
- El Color del Tiempo Ayuntamiento de Teguise. 2007 (Premio Esperanza Spínola), poesía.
- Cómo ganarse la vida con la literatura Las Palmas de Gran Canaria: Anroart Ediciones, 2008, novela.
- Música de papagüevos Editorial Domibari. 2008. Memorias de infancia situadas en Guía en Guía de Gran Canaria, memorias.
- Las derrotas cotidianas Las Palmas de Gran Canaria: Anroart, 2010, novela.
- Los suplentes Madrid Las Palmas de Gran Canaria: Anroart, 2010, novela juvenil.
- El motín de Arucas Las Palmas de Gran Canaria: Cam-PDS, 2010, novela corta.
- Una noche de junio Las Palmas de Gran Canaria. 2010 (accésit Ciudad de Las Palmas de Gran Canaria), poesía.
- Psicografías Fundación Néstor Álamo. 2010 Recopilación de artículos de opinión publicados en Canarias 7, artículos.
- Sentados Las Palmas de Gran Canaria Anroart, 2011, novela.
- Queridos Reyes Magos Las Palmas de Gran Canaria: Anroart, 2011, novela.
- Yo debería estar muerto Santa Cruz de Tenerife; Las Palmas de Gran Canaria, 2012 Idea, novela.
- El destino de las palabras ATTK Editores. 2013[27] Novela[28]
- Trasmallos Madrid: Ediciones La Discreta, 2014, poesía.[29]
- Villa Melpómene ATTK Editores. 2015[30]
- La costa de los ausentes Mercurio. 2016[31][32][33][34]
- Gracias por el tiempo Mercurio. 2017, novela[35][36][37][38][39][40]
- Dos Editorial Siete Islas. 2017, novela[41][42][43][44][45][46][47][48][49]
- La extraña suerte Gas Edition. 2017, poesía[50][51]
- La vida retratada Mercurio Editorial. 2018, ensayo[52][53]
- La puerta de la jaula Editorial Siete Islas. 2018, microrrelatos[54][55]
- El gran amor de Galdós Ediciones La Palma. 2019, novela[56][57][58][59][60][61][62][63][64][65][66][67][67][68][69][70][71]
- Té Matcha Ediciones La Palma. 2020, poesía.[72][73][74][75][76][76][77]
- El imposible amor ATTK Editores, 2020[78][79][80][81][82]
- Mediodía eterno Premio Internacional de Novela Benito Pérez Galdós, 2020.[83][84]
- Tentación de náufrago La discreta, 2021, poesía.[85][86]
- Vuela  Cuento infantil. Editorial Siete Islas. 2022[87]
- El niño Luján Cuento infantil. Editorial Siete Islas. 2022[88][89]
- Secuestros literarios Novela. Editorial Siete Islas. 2022[90][91]
- Donde lo dejamos Aforismos. Mercurio Editorial. 2023
- Jorge Oramas, el pintor de la luz Cuento infantil con ilustraciones de Isa Lator. Vegueta Ediciones. 2023
- Los días de Guayedra Novela. Mercurio Editorial. 2023[92][93][94][95][96][97]
- Rastros de vidas y palabras Relatos. Mercurio Editorial. 2024[98] [99] [100]